# Desafío de Barletta (1503)
El desafío de Barletta del 13 de febrero de 1503 fue un duelo protagonizado por 13 caballeros franceses contra 13 caballeros italianos ocurrido en las cercanías de la ciudad napolitana de Barletta durante el transcurso de la guerra de Nápoles.  El enfrentamiento terminó con la victoria de los italianos.
En la historiografía española en ocasiones se confunde este encuentro con el desafío de Barletta de 1502, ocurrido entre 11 caballeros españoles y 11 franceses en el mismo contexto histórico.

## Contexto
En el año 1500 Luis XII de Francia y Fernando el Católico firmaron el tratado de Granada, por el que ambos acordaban repartirse a partes iguales el reino de Nápoles, todavía bajo el reinado de Federico I de Nápoles. Al año siguiente las tropas francesas penetraron en territorio napolitano desde el norte, mientras las españolas lo hacían desde el sur; Federico I fue derrocado y su reino dividido entre Francia y la corona de Aragón.  
Pronto surgieron las discordias entre las dos fuerzas ocupantes por la interpretación del tratado, que había dejado sin definir a quién pertenecía exactamente la franja intermedia que separaba las posesiones de ambos.  En el verano de 1502 el ejército francés liderado por Luis de Armagnac llegó al enfrentamiento armado contra las tropas españolas bajo el mando de Gonzalo Fernández de Córdoba, que en inferioridad numérica frente a las fuerzas francesas, atrajo a su causa a los Colonna, napolitanos que anteriormente habían estado al servicio de Federico I.
Durante los primeros compases de este enfrentamiento, las fuerzas francesas avanzaron en dirección sur ocupando la parte que en el tratado de Granada había correspondido a los españoles, que fueron reducidos a unas pocas plazas en Calabria y Apulia.  Gonzalo Fernández de Córdoba y el cuerpo principal de sus fuerzas fueron sitiados en la ciudad de Barletta.

## El desafío
En una escaramuza mantenida junto a la ciudad de Trani, las tropas de Diego de Mendoza habían tomado varios prisioneros franceses, entre ellos al noble Charles de Torgues, llamado Guy la Motte, que fue conducido a Barletta. Este, en el transcurso de una conversación que durante su cautiverio mantuvo con varios españoles, criticó la cobardía de los italianos en el combate; el español Íñigo López de Ayala defendió a sus compañeros italianos de armas, que enterados de las declaraciones del francés, pidieron satisfacción de la ofensa hecha a su honor retándoles a un duelo.  
Se intercambiaron rehenes en garantía del cumplimiento de las condiciones del combate, se nombraron cuatro jueces de cada parte y se señaló el lugar del encuentro entre Andria y Corato, donde se delimitó el terreno de lucha con un círculo de un octavo de milla del que los participantes no podrían salir. Según los términos acordados, el caballero que resultara vencido, rendido o muerto perdería las armas y el caballo, y pagaría cien ducados al vencedor.
El 13 de febrero de 1503 los 13 caballeros franceses señalados para el combate, encabezados por el propio la Motte, se encontraron en el terreno de lucha con los 13 italianos, que fueron escogidos de las capitanías de Próspero y Fabrizio Colonna.  
|                  |                      |                        |                  |  |
| Armas de Napoles | Caballeros italianos | Caballeros franceses   | Armas de Francia |  |
| Armas de Napoles | Ettore Fieramosca    | Charles de Torgue      | Armas de Francia |  |
| Armas de Napoles | Ludovico Abenavoli   | Gran Jean Dast †       | Armas de Francia |  |
| Armas de Napoles | Mariano Abignente    | Eliot de Baraut        | Armas de Francia |  |
| Armas de Napoles | Guglielmo Albamonte  | Girout de Forses       | Armas de Francia |  |
| Armas de Napoles | Giovanni Brancaleone | Marc de Frignes        | Armas de Francia |  |
| Armas de Napoles | Giovanni Capoccio    | Sacet de Jacet         | Armas de Francia |  |
| Armas de Napoles | Marco Corollario     | Jacques de la Fontaine | Armas de Francia |  |
| Armas de Napoles | Fanfulla da Lodi     | Naute de la Fraise     | Armas de Francia |  |
| Armas de Napoles | Ettore Giovenale     | Jacques de la Guignes  | Armas de Francia |  |
| Armas de Napoles | Miale da Troia       | Martellin de Lambris   | Armas de Francia |  |
| Armas de Napoles | Pietro Riczio        | Jean de Landes         | Armas de Francia |  |
| Armas de Napoles | Romanello da Forlì   | Pierre de Liaye        | Armas de Francia |  |
| Armas de Napoles | Francesco Salamone   | François de Pisa       | Armas de Francia |  |

Durante el combate los italianos derrotaron fácilmente a los franceses.  Uno de éstos quedó muerto, otro más malherido, y los restantes rendidos.  
Los franceses, seguros de su victoria, habían acudido al campo de batalla sin el dinero, por lo que los italianos les llevaron en calidad de rehenes a la ciudad de Barletta.  Cuatro días después el pago de los 1.300 ducados (100 por cada francés) fue satisfecho, y los caballeros liberados.

## Recreaciones del desafío
El desafío de Barletta serviría posteriormente como fuente de inspiración para varias obras literarias y cinematográficas:
- En 1835 Massimo D'Azeglio publicó Ettore Fieramosca o la disfida di Barletta.
- El director Alessandro Blasetti estrenó la película "Ettore Fieramosca" en 1938, en exaltación del patriotismo italiano durante el fascismo.
- En 1976 Bud Spencer protagonizó la comedia "Il soldato di ventura" (El soldado de fortuna), fantasía ambientada en los hechos ocurridos en 1503.